# Kotvrdovice
Kotvrdovice (deutsch Kordowitz, auch Gottfriedschlag) ist eine Gemeinde in Tschechien. Sie liegt zehn Kilometer östlich von Blansko und gehört zum Okres Blansko.

## Geographie
Kotvrdovice befindet sich in der Quellmulde des Baches Kotvrdovický potok im Drahaner Bergland. Westlich erstreckt sich das Landschaftsschutzgebiet ChKO Moravský kras. Im Norden erhebt sich der Kopáč (560 m), nordöstlich der Kojál (600 m), im Süden der Lipový kopec (561 m) und westlich die Strážná (538 m). Südlich liegen die Teiche Budkovan und Olšovec. Südwestlich befindet sich die Wüstung Dvorce.
Nachbarorte sind Ostrov u Macochy und Lipovec im Norden, Kulířov und Krásensko im Nordosten, Senetářov im Osten, Ruprechtov im Südosten, Rakovec, Bukovinka und Bukovina im Süden, Křtiny, Habrůvka und Jedovnice im Südwesten, Lažánky im Westen sowie Vilémovice und Krasová im Nordwesten.

## Geschichte

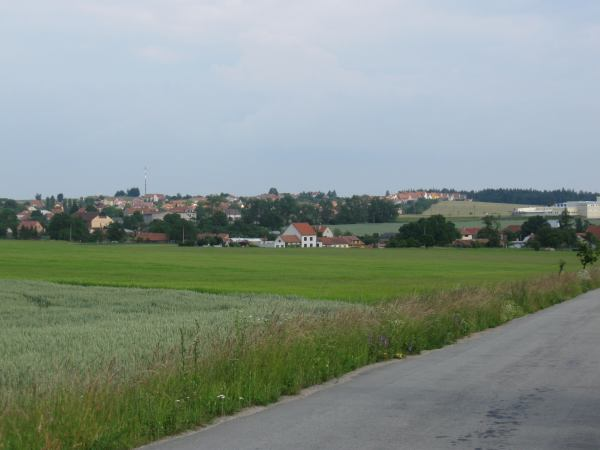
Ortsansicht, im Hintergrund der Sendeturm Kojál

Kotvrdovice wurde in der zweiten Hälfte des 13. Jahrhunderts im Zuge der Kolonisation der Gegend durch die Herren von Hohlenstein gegründet. Die erste schriftliche Erwähnung des zur Herrschaft Jedovnice gehörigen Dorfes Gottfriedschlag erfolgte im Jahre 1349. Im Laufe der Zeit wechselten sich zahlreiche Adelsgeschlechter als Besitzer der Herrschaft ab. 1743 erwarb Anton Josef Altgraf von Salm-Reifferscheidt die Herrschaft durch Heirat. Nachdem dieser 1763 die Herrschaft Raitz erkauft hatte, schloss er Jedovnice an Raitz an. 1811 übernahm Hugo Franz Altgraf zu Salm-Reifferscheidt die Verwaltung der Familiengüter.
Nach der Aufhebung der Patrimonialherrschaften bildete Kotvrdovice/Kordowitz ab 1850 eine Gemeinde in der Bezirkshauptmannschaft Boskowitz. Während der deutschen Besetzung trug die Gemeinde zwischen 1939 und 1945 wieder den ursprünglichen Namen Gottfriedschlag. 1948 wurde Kotvrdovice dem Okres Blansko zugeordnet. Seit 1994 bestehen Kontakte mit der bayerischen Gemeinde Aschheim, die 1999 in einer Gemeindepartnerschaft fixiert wurden. Kotvrdovice führt seit 2004 ein Wappen und Banner.
Nördlich des Dorfes liegt der Sportflugplatz Kotvrdovice (LKKOTV), der für Ultraleichtflugzeuge zugelassen ist.

## Gemeindegliederung
Für die Gemeinde Kotvrdovice sind keine Ortsteile ausgewiesen.

## Gemeindepartnerschaften
- Aschheim in Bayern (Deutschland), seit 1999

## Sehenswürdigkeiten
- Kapelle Herz Jesu, erbaut 1943
- Sender Kojál mit 339,5 m hohem Sendemast auf dem gleichnamigen Hügel nordöstlich des Dorfes
- Teiche Olšovec und Budkovan am Jedovnický potok. Am 42 ha großen Olšovec befindet sich ein Erholungsgebiet.

## Söhne und Töchter der Gemeinde
- Zdeněk Zouhar (* 1927), Musikwissenschaftler und Komponist